# Nachlaot

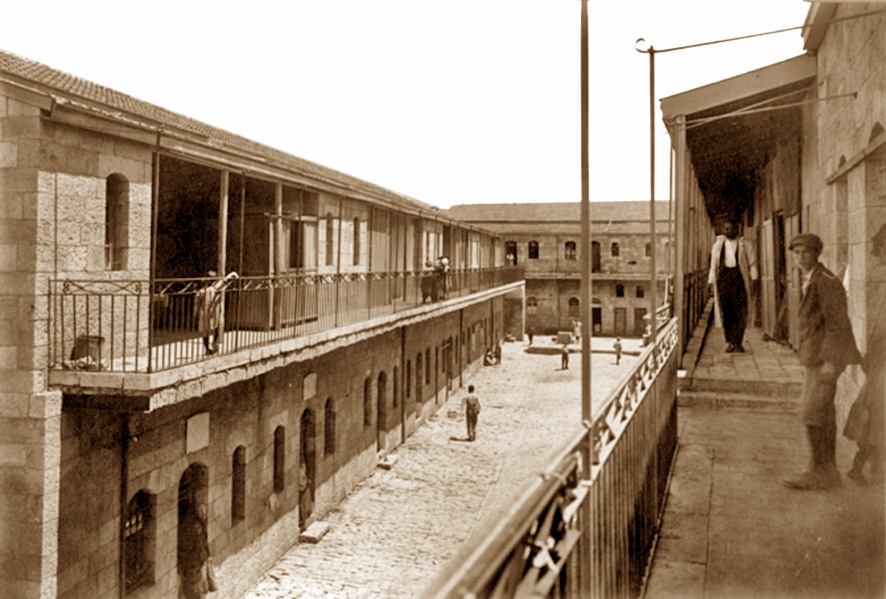
Knesset Yisrael Bet in Nachlaot, jaren '30.

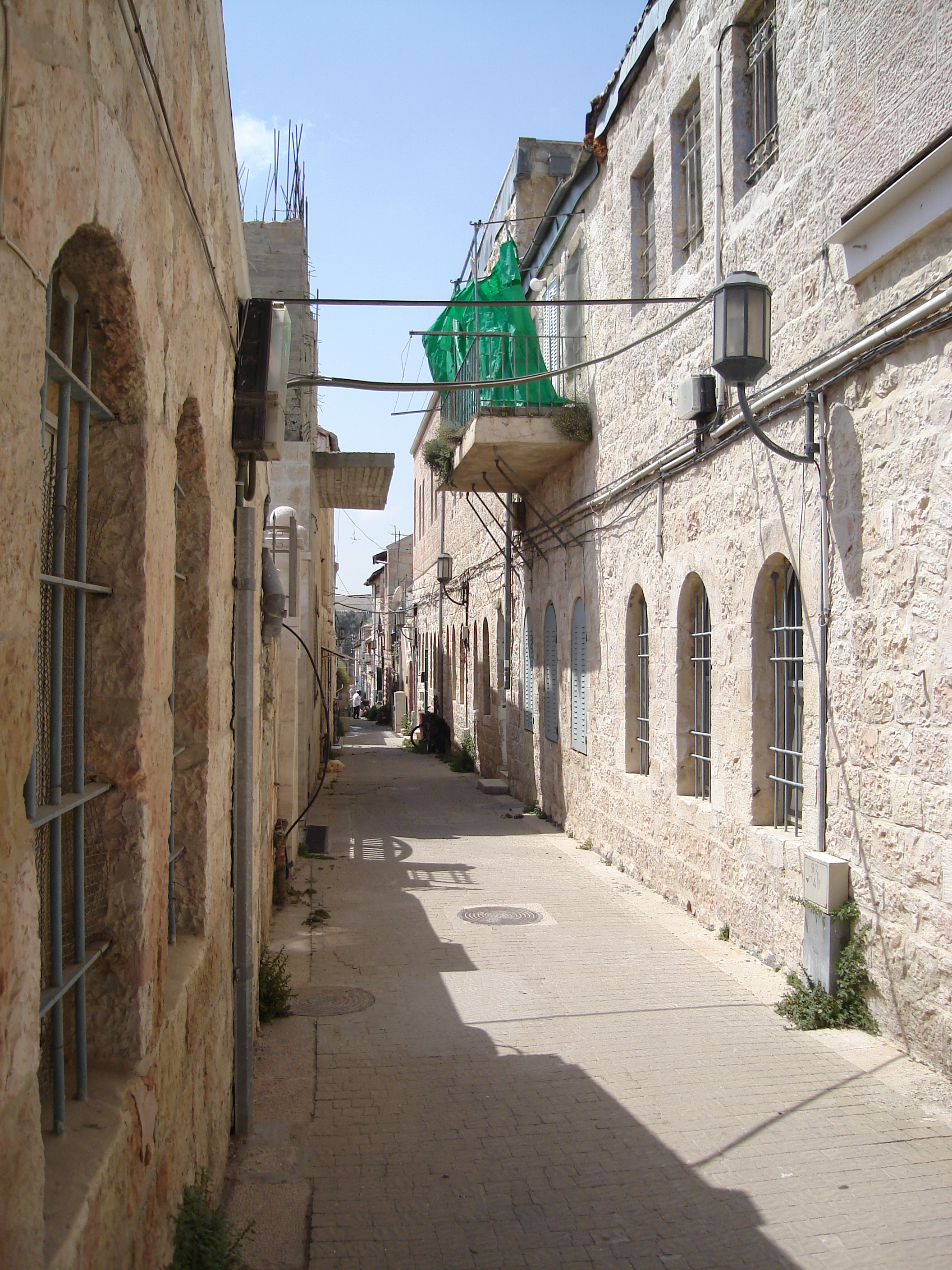
Een straat in Nachlaot.

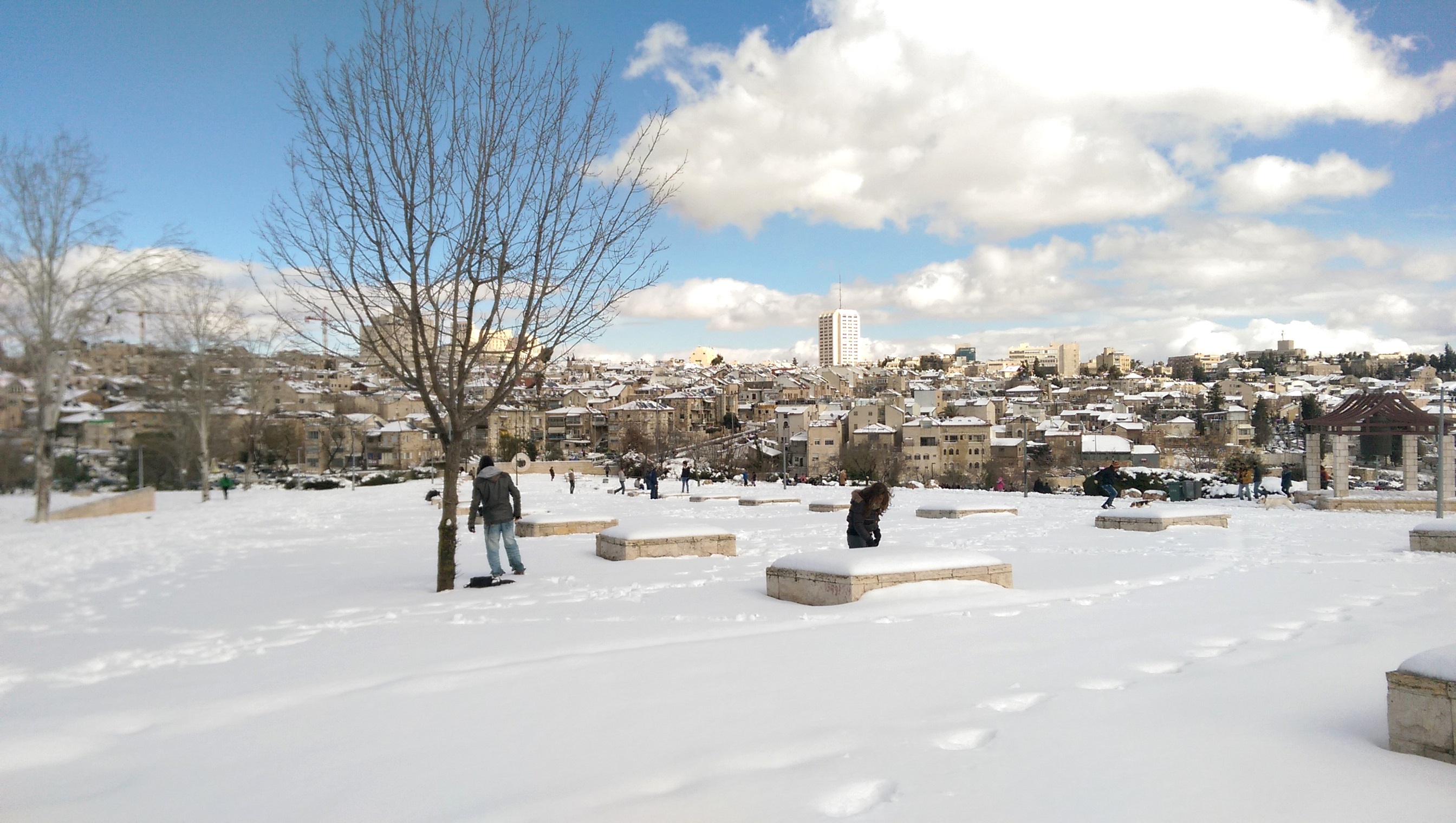
Nachlaot bedekt onder een laag sneeuw, 2015.

Nachlaot (Hebreeuws: נחלאות; het enkelvoud, nachala, betekent 'erfgoed' of 'landgoed'), ook gespeld als Nachla'ot en Nahlaot, is een wijk in het centrum van Jeruzalem. Het bestaat uit 32 buurten en staat bekend om zijn smalle, kronkelende straatjes, oude huizen, verborgen binnenplaatsen en vele kleine synagogen.

## Geschiedenis
De oudste buurten die deel uitmaken van de wijk Nachlaot werden opgericht in de late jaren 70 van de 19e eeuw, buiten de muren van de oude stad. De eerste was Even Yisrael, gebouwd in 1875. Het was de zesde wijk die buiten de muren van de Oude Stad van Jeruzalem werd gerealiseerd. De naam van deze buurt is afgeleid van het bijbelvers Genesis 49:24: "Maar zijn boog bleef gespannen, zijn amen en handen soepel, door de hulp van de Machtige, de Machtige van Jacob, door de nabijheid van de Herder, de Rots van Israël." Het Hebreeuwse woord even (אֶ֥בֶן) laat zich vertalen als 'rots' of 'steen'. In het volgende jaar werd ten westen van Even Yisrael de tweede buurt van Nachalot opgericht, Mishkenot Yisrael genaamd. Deze naam komt van het bijbelvers Numeri 24:5: "Hoe mooi zijn uw tenten, Jakob, hoe mooi uw woningen, Israël." Het Hebreeuwse woord mishkan (מִשְׁכָּן; meervoud mishkenot (מִשְׁכָּנוֹת)) laat zich vertalen als 'woning' of 'verblijfplaats'.
De eerste buurten in Nachlaot waren grotendeels gebouwd in de vorm van een hofjesbuurt: de buurthuizen omsloten een binnenhof als een luchtdicht frame, dat toegankelijk was via poorten die 's nachts op slot waren. De ingang van de huizen bevond zich alleen aan de binnenplaats, en dus werden de inwoners van Nachlaot beschermd en omgeven door een muur. Aan het begin van de 20e eeuw verdween het concept van de Joodse binnenplaats (שכונת חצר, sjchoenat chatzer; in het Engels 'courtyard neighborhood' genoemd) langzaamaan en werden er buurten gevormd door middel van smalle steegjes.

## Inwoners
De eerste inwoners van Nachlaot waren Asjkenazische en Sefardische Joden die de oude stad verlieten en op etnische basis buurten vestigden. Na de oprichting van de staat Israël kwamen er steeds meer Joodse immigranten wonen, waardoor er onder meer Perzische en Koerdische buurtjes ontstonden.
De voormalige Israëlische president Yitzhak Navon groeide op in de buurt Ohel Moshe. Ook de beroemde familie Banai, die bestaat uit acteurs en zangers zoals Yossi Banai, woonde in Nachlaot. De Britse zanger Alex Clare emigreerde in 2015 naar Israël, waar hij met zijn gezin in Nachlaot ging wonen.
Halverwege de jaren 80 van de 20e eeuw begon de gemeente Jeruzalem de wijk in fasen te vernieuwen. In het kielzog van deze gentrificatieprojecten zijn de huizenprijzen in Nachlaot de laatste decennia fors gestegen.

## Religie
Ooit had Nachlaot een hogere concentratie synagogen dan waar ook ter wereld. Velen hiervan waren niet veel meer dan een kleine kamer met ruimte voor slechts ongeveer een dozijn aanbidders. In de afgelopen decennia zijn er veel synagogen gesloten, waardoor er nog ongeveer 100 van de 200 over zijn. Onder hen bevindt zich de Ades Synagoge, het vlaggenschip van de Syrische Halebi-gemeenschap (Joden uit Aleppo, dat je in het Arabisch uitspreekt als Halab). De Romanyotim (de Griekse Joden; niet te verwarren met Rome of Roemenië) van Jeruzalem houden hun religieuze diensten in de synagoge Beit Avraham Ve'ohel Sarah liKehilat Ioanina.

## Bezienswaardigheden
Het Gerard Behar Center, dat in 1961 als Beit Ha'Am werd geopend, is een kunstcentrum voor theater, dans en muziek. Het was de locatie voor het proces van Adolf Eichmann in 1961 en werd later gerenoveerd tot kunstcentrum.